# Antonio Badile

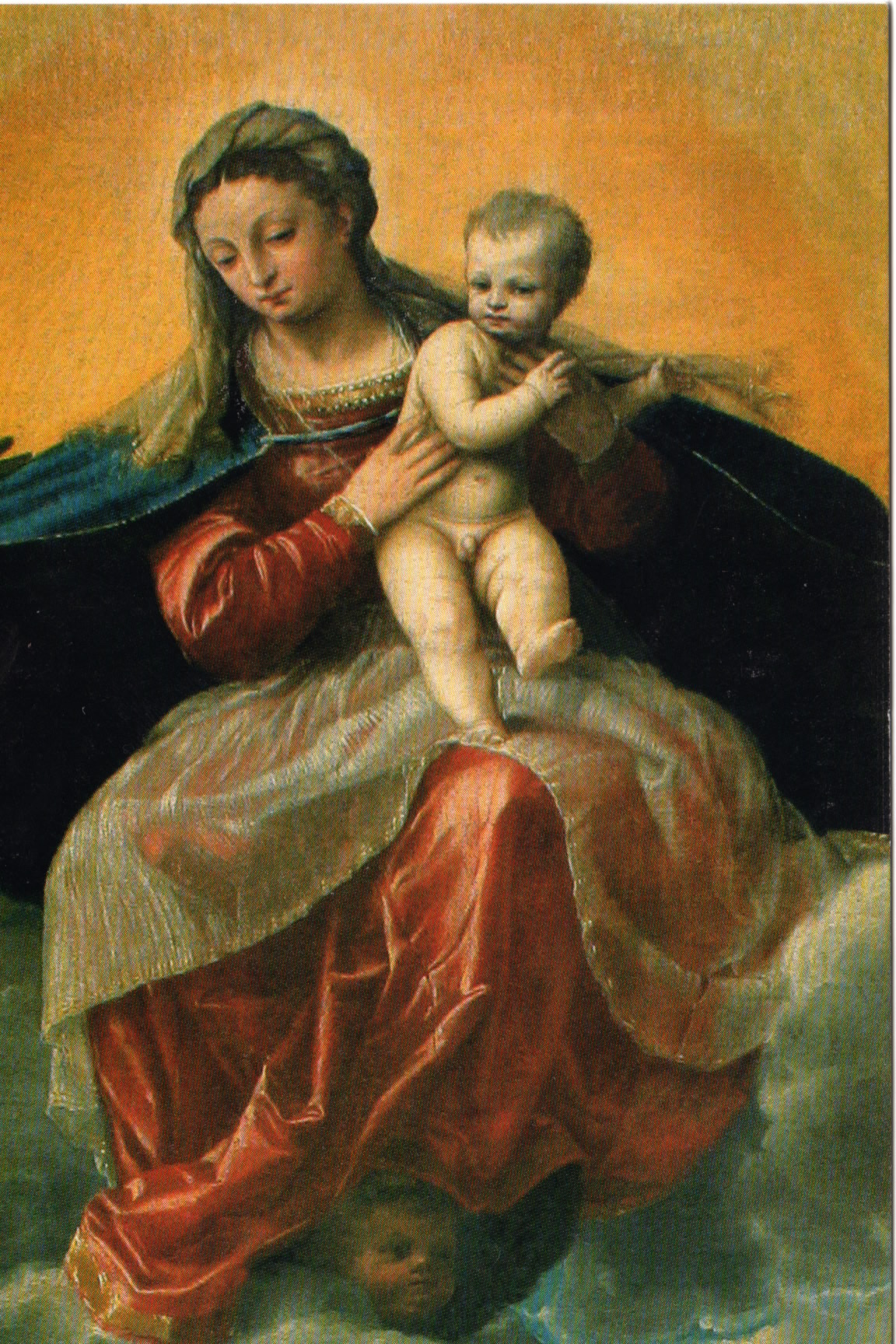
Pala de San Nazaro, detalle.

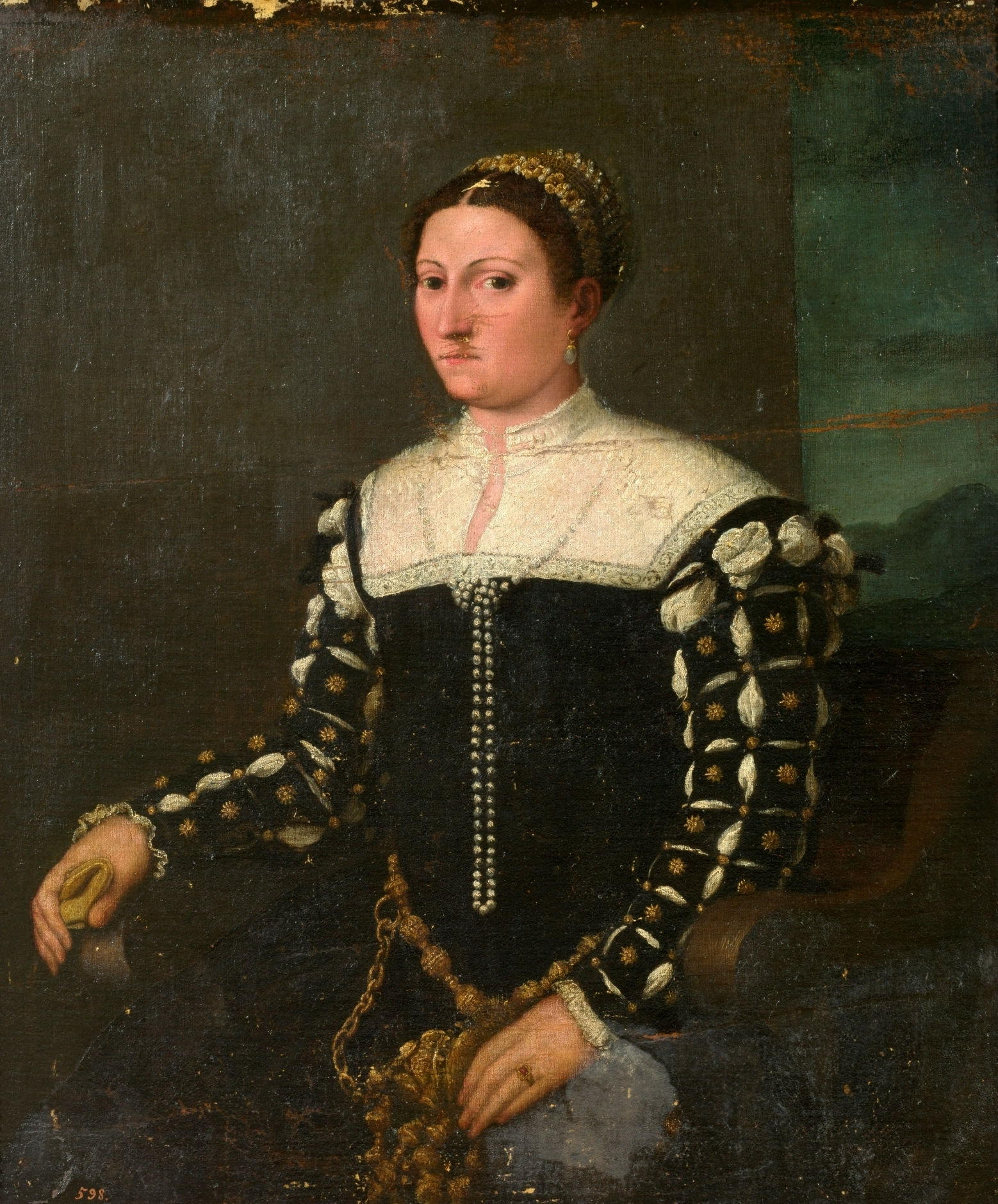
Dama desconocida, Museo del Prado.

Antonio Badile fue un pintor italiano (Verona, 1518-1560), veronés y activo sobre todo en su ciudad natal.

## Biografía
Perteneció a una antigua dinastía de pintores, documentada desde principios del siglo XV. Hijo de Gerolamo Badile, quedó huérfano a los doce años, por lo que recibió su primer aprendizaje con su tío Francesco Badile.
En 1541 contrajo matrimonio con Laura del Ferro, con la que tuvo ocho hijos. Entre ellos Elena, que con el tiempo fue la esposa de Paolo Veronese, su discípulo. El hecho de haber sido, junto a Giovanni Francesco Caroto, uno de los maestros del gran Caliari, es el principal motivo por el que su nombre ha pasado a la posteridad. Alumno suyo fue también Giovanni Battista Zelotti.
Fue un pintor de talante arcaizante, que no pudo seguir una evolución debido a su temprana muerte. En su estilo se puede observar el influjo del de Alessandro Bonvicino, más conocido como Moretto da Brescia.

## Obras destacadas
- Virgen con la Magdalena y San Dionisio (Verona, Museo de Castelvecchio)
- Niño Jesús del Pajarito (Bambino dell'Uccellino, Museo de Castelvecchio)
- Virgen con los santos Pedro, Andrés y Juan Evangelista (1546, Museo de Castelvecchio)
- Virgen con santos (1540, Pala de San Nazaro)
- Resurrección de Lázaro (Cappella de Santa Croce, San Bernardino, Verona)
- Retrato de Dama (Museo del Prado)